# 1918 na música

## Eventos
- Quem são eles?, é gravado por Sinhô, polemizando a autoria de Pelo Telefone, clamada por Donga.

## Nascimentos
| Data            | Nome              | Profissão            | Nacionalidade  | Observações | Ref |
| --------------- | ----------------- | -------------------- | -------------- | ----------- | --- |
| 14 de fevereiro | Jacob do Bandolim | músico               | Brasil         | m. 1969     |     |
| 29 de março     | Pearl Bailey      | actriz e cantora     | Estados Unidos | m. 1990     |     |
| 5 de maio       | Dino 7 Cordas     | violonista           | Brasil         | m. 2006     |     |
| 27 de maio      | Álvaro Martins    | guitarrista          | Portugal       | m. 2003     |     |
| 25 de agosto    | Leonard Bernstein | maestro e compositor | Estados Unidos | m. 1990     |     |

## Mortes
| Data           | Nome             | Profissão                             | Nacionalidade | Observações | Ref |
| -------------- | ---------------- | ------------------------------------- | ------------- | ----------- | --- |
| 13 de março    | César Cui        | compositor, crítico musical e militar | Rússia        | n. 1835     |     |
| 25 de março    | Claude Debussy   | músico, compositor de música erudita  | França        | n. 1862     |     |
| 24 de outubro  | Charles Lecocq   | compositor                            | França        | n. 1832     |     |
| 18 de novembro | Augusto Stresser | compositor e jornalista               | Brasil        | n. 1871     |     |